# Подгорци
Вижте пояснителната страница за други значения на Подгорци.
Подгорци (на македонска литературна норма: Подгорци; на албански: Podgorci) е село в Северна Македония, в община Струга.

## География
Селото е разположено на северно от Струга, в северозападния край на Стружкото поле, в подножието на планината Ябланица.

## История
В XIX век Подгорци е село в Стружка нахия на Охридска каза на Османската империя. Църквата „Свети Никола“ е от 1845 година. В „Етнография на вилаетите Адрианопол, Монастир и Салоника“, издадена в Константинопол в 1878 година и отразяваща статистиката на населението от 1873 година, Подгорици (Podgoritzi) е посочено като село със 70 домакинства, като жителите му са 21 мюсюлмани и 180 българи.
Според Васил Кънчов в 90-те години Подгорци има 46 къщи екзархисти, 33 къщи патриаршисти и 85 къщи арнаути. Населението на Подгорци заедно с това на съседните Боровец и Лабунища ходи на работа в чужбина, обикновено в Сърбия. Имат добри жилища и хубави гори с грамадни кестенови гори. Според статистиката му („Македония. Етнография и статистика“) в 1900 година Подгорци има 600 жители българи християни и 550 българи мохамедани.
На Етнографската карта на Битолския вилает на Картографския институт в София от 1901 година Подгорци е смесено село българи, албанци и помаци в Охридската каза на Битолския санджак с 202 къщи.
По данни на секретаря на Българската екзархия Димитър Мишев („La Macédoine et sa Population Chrétienne“) в 1905 година в Подгорица има 288 българи екзархисти и 352 българи патриаршисти сърбомани и в селото функционират българско и сръбско училище.
В 1924 година е изградена църквата „Свети Йоан Владимир“. В 1995 година митрополит Тимотей Дебърско-Кичевски осветява темелния камък на църквата „Света Богородица Пречиста“.
При избухването на Балканската война в 1912 година 3 души от Подгорци са доброволци в Македоно-одринското опълчение.
Според преброяването от 2002 година селото има 2160 жители.
| Националност     | Всичко |
| северномакедонци | 376    |
| албанци          | 573    |
| турци            | 564    |
| роми             | 0      |
| власи            | 7      |
| сърби            | 0      |
| бошняци          | 41     |
| други            | 599    |

## Личности
Родени в Подгорци
- Иван Алексиев (Алексов), македоно-одрински опълченец, 29-годишен, зидар, основно образование, 1 рота на 1 дебърска дружина, убит на 18 април 1913 година[9]
- Йован Стрезовски (р. 1931), северномакедонски писател
- Ламби (Ламбре) Андреев, македоно-одрински опълченец, 21-годишен, 3 рота на 6 охридска дружина, кръст „За храброст“ ІV степен[10]
- Радмила Пашич (1931 - 2015), археоложка от Република Македония
- Серафим Кръстич (1883 - след 1935), сръбски политик
- Ставре Кръстев (? - 1904), сърбомански свещеник
- Стоян Кръстич (1890 - след 1939), сръбски политик
- Стоян (Стойчо) Янкулов Торбичков, български революционер от ВМОРО, войвода на селската чета от Подгорци

Починали в Подгорци
- Стоян Кръстев (1850 – 1890), сърбомански свещеник